# TV Globo
TV Globo, tên cũ là Rede Globo, là một mạng lưới truyền hình Brasil, đưa ra bởi ông trùm truyền thông Roberto Marinho vào ngày 26 tháng 4 năm 1965. Nó thuộc sở hữu của phương tiện truyền thông tập đoàn Organizações Globo, là lớn nhất trong số cổ phần của mình. Globo là mạng truyền hình thương mại lớn thứ hai trong doanh thu hàng năm trên toàn thế giới đằng sau chỉ American Broadcasting Company và nhà sản xuất lớn nhất của telenovelas.

Logo công ty được sử dụng từ năm 2021 (hình ảnh hiển thị là phiên bản màu xanh)

Logo được sử dụng từ năm 2008 đến năm 2014